# Cryptomaster
Cryptomaster is een geslacht van hooiwagens uit de familie Cryptomastridae.
De wetenschappelijke naam Cryptomaster is voor het eerst geldig gepubliceerd door Briggs in 1969. 

## Soorten
Cryptomaster omvat de volgende 2 soorten:
- Cryptomaster behemoth
- Cryptomaster leviathan